# 박래훈
박래훈(1989년 10월 1일 ~ )은 한국 프로 농구 전 창원 LG 세이커스 선수이다. 2012년 KBL 드래프트에서 전체 5순위로 창원 LG에 지명되었다. 2011년 대학농구리그에서 경희대를 전승으로 이끌었고, 같은 해 대학농구리그 챔피언 결정전에서 MVP를 수상하였다. 2018년 6월 창원 LG 세이커스에서 은퇴하였다.

## 출신 학교
- 성남초등학교 (경기)
- 단국대학교 사범대학 부속중학교
- 낙생고등학교
- 경희대학교 학사

## 가족관계
친동생은 전 창원 LG 세이커스 소속 박래윤이다.